# Amomum tomrey
Amomum tomrey är en enhjärtbladig växtart som beskrevs av François Gagnepain. Amomum tomrey ingår i släktet Amomum och familjen Zingiberaceae. IUCN kategoriserar arten globalt som livskraftig. Inga underarter finns listade i Catalogue of Life.